# Joseph Marien
Joseph Marien, född 25 januari 1900, död 14 december 1950, var en friidrottare från Belgien. Han deltog vid olympiska sommarspelen 1928.